# Bussjön (Sävars socken, Västerbotten, 709152-173593)
Bussjön är en sjö i Umeå kommun i Västerbotten och ingår i Dalkarlsån-Sävaråns kustområde. Sjön har en area på 0,134 kvadratkilometer och ligger 12 meter över havet.

## Delavrinningsområde
Bussjön ingår i det delavrinningsområde (709207-173589) som SMHI kallar för Mynnar i 708789-173619. Medelhöjden är 16 meter över havet och ytan är 5,96 kvadratkilometer. Det finns inga avrinningsområden uppströms utan avrinningsområdet är högsta punkten. Vattendraget som avvattnar avrinningsområdet har biflödesordning 2, vilket innebär att vattnet flödar genom totalt 2 vattendrag innan det når havet efter 1 kilometer. Avrinningsområdet består mestadels av skog (80 procent) och öppen mark (13 procent). Avrinningsområdet har 0,13 kvadratkilometer vattenytor vilket ger det en sjöprocent på 2,2 procent.